# Petir (Dramaga)
Petir is een bestuurslaag in het regentschap Bogor van de provincie West-Java, Indonesië. Petir telt 12.755 inwoners (volkstelling 2010).